# Fiume o morte!
Fiume o morte! è un film documentario del 2025 diretto da Igor Bezinović. Presenta rievocazioni e ricostruzioni dell'occupazione di Fiume da parte di Gabriele D'Annunzio. È stato presentato in anteprima al 54° International Film Festival Rotterdam, dove ha vinto il premio Tiger.

## Trama
Nel 1919 il poeta, drammaturgo, ufficiale e nazionalista italiano Gabriele D'Annunzio guida un contingente di soldati per occupare la città di Fiume, oggi in Croazia, cercando di annetterla al regno d'Italia. Questa occupazione di 16 mesi rimane un episodio peculiare sia nella storia della città che in quella europea. Un secolo dopo, il regista fiumano Igor Bezinović collabora con i residenti della città per rivisitare e reinterpretare questo evento.

## Produzione
Il regista Igor Bezinović è cresciuto a Rijeka/Fiume, dove tuttavia non viene insegnata nelle scuole la storia di D'Annunzio e della sua impresa di Fiume. Dopo essersi documentato sulla figura di D'Annunzio, il regista si interroga sul perché gli italiani ne valorizzino l'avanguardismo, mentre dal lato dei concittadini fiumani croati D'Annunzio è considerato solo un fascista. Nel 2020 sono stati così invitati a partecipare al documentario gli abitanti della città come progetto comunitario. Le riprese principali sono state completate entro luglio 2022.

## Distribuzione
Il film è stato presentato il 2 febbraio 2025 in anteprima al 54º Festival Internazionale del Cinema di Rotterdam, dove è stato premiato con il Tiger Award e il FIPRESCI Award. Alla 72 edizione del film festival di Pola 

## Riconoscimenti
- 2025 - International Film Festival Rotterdam
  - Tiger award
  - FIPRESCI award
  - Film festival di Pola 2025 sei Arena d’Oro: regia (Igor Bezinović) (Anton Spazzapan) costumi (Tajči Čekada e Manuela Paladin), trucco (Ivana Pralija), casting (Sara Jakupec), produzione (Vanja Jambrović e Tibor Keser).